# Gey Gen
Gey Gen (persiska: گيگَن, گِيگَن, گَيگين, گيگِن, گيكَن, گی گن) är en ort i Iran.   Den ligger i provinsen Hormozgan, i den sydöstra delen av landet, 1 300 km sydost om huvudstaden Teheran. Gey Gen ligger 31 meter över havet och antalet invånare är 270.
Terrängen runt Gey Gen är platt söderut, men norrut är den kuperad. Runt Gey Gen är det mycket glesbefolkat, med 7 invånare per kvadratkilometer. Närmaste större samhälle är Jāsk, 19,6 km söder om Gey Gen. Trakten runt Gey Gen är ofruktbar med lite eller ingen växtlighet.